# Modelo Brasileiro do Sistema Terrestre
O Modelo Brasileiro do Sistema Terrestre (MBST ou BESM) é o primeiro modelo climático nacional, desenvolvido pelo Instituto Nacional de Pesquisas Espaciais (INPE), o Programa Fapesp de Pesquisas em Mudanças Climáticas Globais (PFPMCG), a Rede CLIMA e o Instituto Nacional de Ciência e Tecnologia para Mudanças Climáticas (INCT-MC).
A primeira versão foi concluída no final de 2012 e apresentada oficialmente no dia 19 de fevereiro de 2013. O modelo incorpora avaliações sobre a Atmosfera produzidas pelo INPE/CPTEC, Oceano (NOAA/GFDL), Química (NCAR) e Superfície Continental (INPE/CCST). O projeto está a cargo do pesquisador Paulo Nobre, e tem financiamento da FAPESP, Rede CLIMA e INPE. Opera através do supercomputador Tupã da Rede Clima/PFPMCG, subsidiando as pesquisas empreendidas pelo INPE, a Rede CLIMA, o INCT-MC e o Painel Intergovernamental sobre Mudanças Climáticas.
Na descrição da Coordenação-Geral de Mudanças Globais de Clima do Ministério da Ciência, Tecnologia e Inovação, "o objetivo é estabelecer um modelo computacional avançado do Sistema Terrestre adequado para produzir projeções de mudança climática global, dando autonomia ao país na geração de cenários futuros, assim como contribuir para a formação de uma nova geração de pesquisadores dos diversos componentes do Sistema Terrestre e de suas complexas interações". A criação deste modelo foi considerada um grande avanço para a ciência brasileira, constituindo uma ferramenta fundamental especialmente para os estudos nacionais sobre o aquecimento e suas implicações para o país. Segundo Paulo Nobre, 
"Prever o imprevisível é uma constante na função do meteorologista, que diariamente precisa analisar uma série de dados atmosféricos das superfícies terrestre e marítima. Ocorre que esses dados são analisados separadamente, o que dificulta a realização de previsões mais precisas. Atender essa necessidade é o grande trunfo do BESM. É um modelo acoplado: o que acontece na atmosfera altera o oceano que altera a atmosfera. [...] Graças ao BESM será possível saber com maior precisão o que ocorrerá nas próximas décadas. Foi em cima dos dados fornecidos dessa ferramenta que se fez a previsão de elevação das temperaturas no Brasil para o próximo século. Mas apesar deste grande avanço, é preciso fazer mais. O Brasil é uma nação de escala continental, então houve um aumento na melhoria das observações, mas temos carências de dados e de um aumento na densidade das redes observacionais".